# 栗田禎子
栗田 禎子（くりた よしこ、1960年 - ）は、日本の歴史学者。千葉大学文学部教授。専攻は中近東・北アフリカ近現代史。日本中東学会会長。

## 来歴
1990年東京大学大学院総合文化研究科地域文化研究専攻博士課程単位取得退学の後、1993年には論文「近代スーダンにおける体制変動と民族形成」で東京大学博士（学術）（同論文は2001年に大月書店で上梓）。
1985年から1987年、1994年から1995年及び2005年にスーダンに長期滞在し、現地調査を実施。

## 社会的活動
- 2003年7月、参議院外交防衛委員会の公聴会にてイラク特措法案（当時）に係る意見陳述を行う[4][5]。イラク戦争やその後のイラクにおける米英による占領体制の正当性について国際社会の一致が見られないこと、米英占領軍の活動が占領体制に対するイラク国民の抵抗を弾圧するための軍事行動に過ぎないとして、自衛隊による後方支援に反対の意思を示した[5]。
- 2013年11月8日特定秘密保護法案（当時）反対の立場から、歴史学者17名と共に衆議院第2議員会館で緊急集会を開催[6]。「アフガン戦争やイラク戦争など、中東で自衛隊が何をやっているかが調べられなくなる」として、同法によって研究発展がいかに害されるかを指摘した[6]。
- 2023年4月21日日本学術会議改正法案で、政府が2023年の国会提出を断念したことに対し、「提出の見送りは大きな成果。民主主義や学問の自由を守るため、ともに声を上げた皆さんに感謝したい」と歓迎する一方、「今回の法案を微修正し、また提出を目指すなど同様の試みを続けると思う。国民のみなさんにも引き続き見守ってもらいたい」と発言した[7]。

## 著書
- 『近代スーダンにおける体制変動と民族形成』（大月書店、2001年）
- 『中東革命のゆくえ : 現代史のなかの中東・世界・日本』（大月書店、2014年）

## 編著
- 『中東　多元的中東世界への序章』（大月書店、1999年）
- 『イスラーム地域の民衆運動と民主化』（私市正年との共編、東京大学出版会、2004年）
- 『中東と日本の針路　「安保法制」がもたらすもの』（長沢栄治との共編、大月書店、2016年）

## 訳書
- W・S・ブラント『ハルツームのゴードン　同時代人の証言』（リブロポート「冒険の世界史」、1983年）

## 関連文献
- 『現代思想』2018年5月号 特集「パレスチナ―イスラエル問題」、青土社、　「「いい土地ですから、前に進めてください」とバルフォアはロスチャイルドに言った」p.150-p.161 参照